# قیس بن هبیره
قیس بن هبیره بن المکشوه المرادی  ملقب به مکشوح، یکی از فرماندهان نظامی سپاه مسلمانان در زمان محمد، ابوبکر، عمر و علی بود. گفته می‌شود وی  او از قبیله مراد و سپس از قبیله است.«مذحج» بود که در زمان محمد اسلام را پذیرفت. وی یکی از فرماندهان نظامی ابوبکر شرکت‌کننده در جنگ‌های ارتداد بود و در کشتن اسود عنسی نقش مهمی ایفا کرده همچنین او در نبرهای مهمی مانند قادسیه و یرموک شرکت کرده است. وی در نبرد صفین در زمان خلافت علی بن ابی‌طالب شرکت کرد و در آن نبرد کشته شد.